# Jezreel De Jesús
Jezreel Iván De Jesús Carmona (Carolina, 5 de mayo de 1991) es un jugador de baloncesto puertorriqueño que ocupa la posición de base.

## Trayectoria

### Etapa universitaria
De Jesús aprendió a jugar al baloncesto durante su infancia en Carolina. Varios años más tarde se instalaría en Miami, desde donde conseguiría una beca para jugar en los Western Oklahoma State College Pioneers, un equipo perteneciente a la NJCAA. 
Al culminar su ciclo universitario, optó por regresar a su país manteniendo su condición de estudiante-atleta y disputar la Liga Atlética Interuniversitaria de Puerto Rico como miembro de los Taínos de la Universidad de Turabo. El base guiaría a su equipo a la conquista del campeonato de la LAI en 2014.

### Carrera profesional

#### BSN
De Jesús se incorporó a los Leones de Ponce en 2012, siendo asignado al equipo juvenil que disputaba la Liga Intermedia Sub-21. Al año siguiente hizo su debut con el equipo profesional, jugando como novato la temporada 2013 del BSN. 
En 2014 fue fichado por los Maratonistas de Coamo, donde dio un salto de calidad en su juego, al punto tal de ser reconocido por los especialistas como el Jugador de Mayor Progreso del BSN en esa temporada. De Jesús disputaría una temporada más con los coameños antes de que la franquicia fuese convertida en los Santeros de Aguada. Precisamente con ese club participó de la fase de playoffs de la temporada 2016 del BSN, llegando a actuar en 12 encuentros. 
En 2017 jugó 6 partidos en un gran nivel con los Indios de Mayagüez, pero una lesión en su rodilla derecha lo dejó fuera de competición. Al año siguiente -luego de haber sido parte del plantel de los Capitanes de Arecibo que disputó la Liga de las Américas- arrancó la temporada jugando para Caciques de Humacao, pero, tras 9 partidos, fue enviado a Atléticos de San Germán como parte del trato de su club para adquirir los servicios de Rasham Suárez.
De Jesús retornó a los Indios de Mayagüez en febrero de 2019, pero en abril de ese año fue transferido a los Capitanes de Arecibo. Al finalizar el año, garantizó su continuidad en el equipo, por lo que en las temporadas de 2020 y 2021 vestiría la casaca amarilla de los arecibeños. De todos modos, De Jesús no festejó el título obtenido por los Capitanes en 2021, ya que en agosto de ese año fue enviado por su club a los Leones de Ponce como parte de un intercambio para sumar a Víctor Liz a la plantilla.

#### Extranjero
A partir de septiembre de 2014, De Jesús comenzó a jugar como jugador extranjero en diversas ligas alrededor del mundo. 
Su primer destino fue el Barrancabermeja Ciudad Futuro de la Liga Profesional de Baloncesto de Colombia, donde su buena actuación le valió ser considerado el MVP de la temporada.
En diciembre de 2014 aterrizó en Venezuela, siendo contratado por los Guaiqueríes de Margarita de la LPB. Su actuación en ese certamen fue sobresaliente, terminando su participación como el mayor anotador del torneo.
En septiembre de 2015 fue fichado por el Fuerza Regia de Monterrey de la Liga Nacional de Baloncesto Profesional de México, donde fue titular y promedió 16.1 puntos por juego. Sin embargo en enero del año siguiente retornó al equipo venezolano Guaiqueríes de Margarita, equipo con el cual jugó hasta el mes de abril. En diciembre de ese mismo 2016 firmaría un contrato temporal con el Al Wakrah de la D1 de Catar. 
En enero de 2017 hizo otro arreglo temporal pero con el club argentino Atenas de Córdoba, con el objetivo de ocupar la plaza que Diego Gerbaudo había dejado tras lesionarse
De Jesús fue fichado por los Santos de San Luis en marzo de 2018 para jugar en el inicio de los playoffs ante Soles de Mexicali. Tras ser su equipo eliminado, regresó a la Liga Nacional de Básquet de Argentina nuevamente como sustituto de un lesionado Diego Gerbaudo, pero esta vez en el club Salta Basket. El base vio acción solamente en 3 encuentros. En agosto de ese año desembarcó en los Cañeros del Este para jugar las finales de la Liga Nacional de Baloncesto de República Dominicana ante los Reales de La Vega, las cuales terminarían en derrota para su equipo. Al mes siguiente hizo su retorno a Colombia como jugador de Fastbreak del Valle, club con el que disputó la Liga Sudamericana y la Liga Profesional de Baloncesto de ese 2018. 
La siguiente excursión fuera de Puerto Rico de De Jesús fue a fines de 2019, cuando fue fichado por el Real Estelí de Nicaragua, equipo con el cual disputó tanto la Liga Superior de Baloncesto de Nicaragua como la BACL. 
A comienzos de 2021 retornaría al club nicaragüense, jugando luego en los Hurricanes de San Andrés de la LPB de Colombia y el Fuerza Regia de Monterrey de la LNBP de México, antes de hacer un nuevo regreso al Real Estelí.
En 2023 jugó para los Cañeros del Este de República Dominicana y las Panteras de Aguascalientes de México.
En febrero de 2024 fue contratado por los Gladiadores de Anzoátegui de Venezuela para reforzar al equipo en la BCLA. Meses más tarde regresó al equipo para jugar los playoffs de la Superliga Profesional de Baloncesto, consagrándose campeón del torneo y siendo reconocido como MVP de las finales.

## Equipos
| Club                          | País                 | Año         |
| ----------------------------- | -------------------- | ----------- |
| Leones de Ponce               | Puerto Rico          | 2012 - 2013 |
| Maratonistas de Coamo         | Puerto Rico          | 2014        |
| Barrancabermeja Ciudad Futuro | Colombia             | 2014        |
| Guaiqueríes de Margarita      | Venezuela            | 2014 - 2015 |
| Maratonistas de Coamo         | Puerto Rico          | 2015        |
| Fuerza Regia de Monterrey     | México               | 2015        |
| Guaiqueríes de Margarita      | Venezuela            | 2016        |
| Santeros de Aguada            | Puerto Rico          | 2016        |
| Al Wakrah                     | Catar                | 2016        |
| Atenas                        | Argentina            | 2017        |
| Indios de Mayagüez            | Puerto Rico          | 2017        |
| Capitanes de Arecibo          | Puerto Rico          | 2018        |
| Santos de San Luis            | México               | 2018        |
| Salta Basket                  | Argentina            | 2018        |
| Caciques de Humacao           | Puerto Rico          | 2018        |
| Atléticos de San Germán       | Puerto Rico          | 2018        |
| Cañeros del Este              | República Dominicana | 2018        |
| Fastbreak del Valle           | Colombia             | 2018        |
| Indios de Mayagüez            | Puerto Rico          | 2019        |
| Capitanes de Arecibo          | Puerto Rico          | 2019        |
| Real Estelí                   | Nicaragua            | 2019 - 2020 |
| Capitanes de Arecibo          | Puerto Rico          | 2020        |
| Real Estelí                   | Nicaragua            | 2021        |
| Hurricanes de San Andrés      | Colombia             | 2021        |
| Capitanes de Arecibo          | Puerto Rico          | 2021        |
| Leones de Ponce               | Puerto Rico          | 2021        |
| Fuerza Regia de Monterrey     | México               | 2021        |
| Real Estelí                   | Nicaragua            | 2021 - 2022 |
| Leones de Ponce               | Puerto Rico          | 2022        |
| Real Estelí                   | Nicaragua            | 2022 - 2023 |
| Leones de Ponce               | Puerto Rico          | 2023        |
| Cañeros del Este              | República Dominicana | 2023        |
| Panteras de Aguascalientes    | México               | 2023        |
| Gladiadores de Anzoátegui     | Venezuela            | 2024        |
| Leones de Ponce               | Puerto Rico          | 2024        |
| Gladiadores de Anzoátegui     | Venezuela            | 2024        |
| Real Estelí                   | Nicaragua            | 2025        |

## Selección nacional
De Jesús actuó con los seleccionados juveniles de baloncesto de Puerto Rico. 
Con la selección absoluta disputó el torneo de baloncesto masculino de los Juegos Panamericanos de 2015. 